# Jacques Kamb
Pour les articles homonymes, voir Kambouchner.
Jacques Kambouchner, dit Jacques Kamb ou encore Kamb, né le 2 mars 1933 à Paris 20e, est un auteur de bande dessinée français. Il est mort à Paris 20e dans la nuit du 5 au 6 février 2015,.

## Biographie

### Famille
Pendant la Seconde Guerre mondiale, il est caché dans le Tarn, tandis que sa famille, de confession juive, est déportée à Auschwitz, où son père meurt.
Il est l'oncle du philosophe Denis Kambouchner.

### Carrière
Il collabore comme dessinateur de presse à des supports tels que L'Humanité, La Vie Ouvrière, France Nouvelle, La Vie du Rail.
Il publie aussi dans les périodiques Vaillant, Pif Gadget, 34 Caméra, Record et Pilote.
Mais c'est pour sa collaboration à Pif Gadget, organe du parti communiste pour la jeunesse, qu'il se fait le plus connaître.
En 1963, en tant que scénariste, il crée avec le dessinateur Yves Roy le cow-boy Teddy Ted dans le no 935 du 14 avril 1963 du périodique Vaillant.
De 1965 à 1969, sur scénario de Jean Sanitas, il dessine la série futuro-comique Zor et Mlouf contre 333 toujours pour Vaillant.
En 1969, il crée l'homme des cavernes Pépépok accompagné de l'oiseau Couik (oiseau préhistorique) dans le no 1 de Pif Gadget.
En 1973, il crée Dicentim (le petit franc) dans Pif Gadget (12 décembre 1973).
En 1987, il crée Zup et son vidéozip dans le no 929 du 13 janvier 1987 de Pif.
De 2004 à 2008, il continue à collaborer activement avec le nouveau Pif Gadget.
Plusieurs monographies sur l'auteur et les bandes dessinées sont publiés par le Kamb-ologue Frédéric Maye.
De nombreux entretiens et clips vidéos avec Jacques Kamb ont été réalisés par Jean-Luc Muller.
Jacques Kamb a été incinéré au crématorium du Père-Lachaise.